# Spedizioni di ricerca antartica australiane
Spedizioni di ricerca antartica australiane (in inglese: Australian National Antarctic Research Expeditions, ANARE) è il nome con cui era storicamente conosciuto il Programma Antartico Australiano (in inglese: Australian Antarctic Program, AAp), amministrato dalla Divisione Antartica Australiana (in inglese: Australian Antarctic Division, AAD).

## Il nome ANARE
L'Australia è sempre stata coinvolta nell'esplorazione della regione polare antartica sin dalla spedizione Aurora (il cui nome ufficiale era Australasian Antarctic Expedition) comandata da Douglas Mawson nel 1911. Dopo di questa, l'Australia prese parte anche alla spedizione BANZARE (acronimo di British Australian and New Zealand Antarctic Research Expedition), condotta sul continente antartico dal 1929 al 1931. Nel 1947, infine, furono inaugurate le Spedizioni di ricerca antartica australiane con i primi due viaggi all'isola Macquarie e all'isola Heard e nel 1948 l'amministrazione del programma di spedizioni fu affidata alla Divisione Antartica Australiana.
Il nome ANARE è stato dichiarato ufficialmente abbandonato dalla AAD nei primi anni 2000. Tuttavia, esso è ancora utilizzato, anche se informalmente, dagli attuali esploratori antartici al fine di sottolineare la continuità con la lunga storia di esplorazioni antartiche effettuate dall'Australia.

## Simboli dell'ANARE
Poco dopo essere stato nominato direttore della Divisione Antartica, nel 1949, Phillip Law intuì la necessità di un simbolo riconoscibile per il neonato programma. Gli venne quindi in soccorso la moglie, Nel, che era un'artista e che creò quello che divenne l'emblema dell'ANARE, così descritto dallo stesso Law: "...un distintivo circolare al cui centro è presente il continente antartico con il settore australiano evidenziato. Il tutto circondato da una corona circolare recante disegni di specie appartenenti alla flora e alla fauna antartiche e sub-antartiche".
Tale principale simbolo era, però, sempre stando alle parole di Law: "troppo complesso da riprodurre su un'uniforme o da riportare come logo su aeroplani, veicoli e bandiere", e quindi lo stesso Law optò per l'introduzione di un ulteriore simbolo più semplice, una foca leopardo, che egli stesso disegnò nei colori nazionali, oro e verde, e in maniera stilizzata. Quest'ultimo simbolo rimase in uso fino al 1985 quando un nuovo logo basato sui continenti australiano ed antartico fu introdotto dalla Divisione Antartica.
Con la dismissione del nome ANARE, anche il precedente logo fu messo da parte in favore dello stemma dell'Australia, così da portare la livrea della Divisione Antartica Australiana in linea con quelle delle altre organizzazioni di pubblico servizio australiane. Esattamente come accade per il nome, anche il logo dell'ANARE è ancora utilizzato informalmente dai membri delle spedizioni e nella produzione di t-shirt e simboli delle stazioni antartiche.

## Il club ANARE
Il "Club ANARE" è un'associazione creata nel 1951 di cui fanno parte i membri, attuali e non, delle diverse spedizioni antartiche australiane. Il suo quartier generale si trova a Melbourne, in Australia, ed ha sedi in diverse città australiane. Ad oggi conta più di mille membri, ognuno dei quali ha preso parte ad almeno una spedizione in Antartide o nelle regioni sub-antartiche organizzata dal Programma Antartico Australiano. Il simbolo dell'associazione è un pinguino imperatore che si staglia sul profilo dell'Antartide.